# ماتیاس فیکسلس
ماتیاس فیکسلس (انگلیسی: Mathias Fixelles؛ زادهٔ ۱۱ اوت ۱۹۹۶) بازیکن فوتبال اهل بلژیک است که در حال حاضر برای باشگاه فوتبال وسترلو در پست هافبک بازی می‌کند. 
از باشگاه‌هایی که در آن بازی کرده است می‌توان به باشگاه فوتبال یونیون سن ژیلواز، ای‌اف‌سی توبیز، و باشگاه فوتبال کورتریک اشاره کرد.